# Declino del buddismo in India

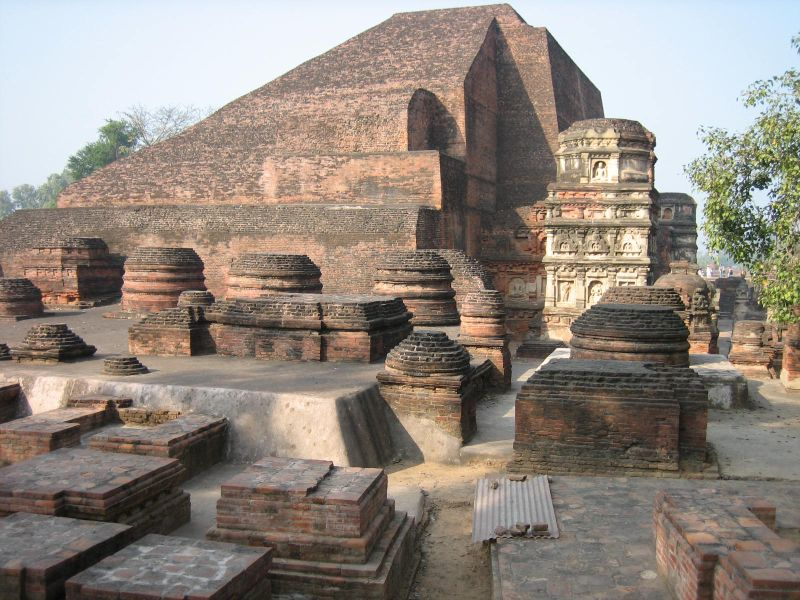
Rovine dell'università di Nālandā, considerata una pietra miliare della fede buddista poco prima del suo declino in India.

Il declino del buddismo in India, la terra della sua nascita, si è verificato per una serie di motivi storici, concatenatisi con il successo con cui ha continuato a fiorire al di là dei confini del paese natale.
Il buddismo aveva visto una crescita costante dai suoi inizi avvenuti nel VI secolo a.C., fino al momento della sua approvazione come condizione religiosa statale ufficiale dell'Impero Maurya sotto Aśoka nel III secolo a.C. Ha continuato a prosperare nei secoli seguenti e durante i primi secoli dell'era volgare, diffondendosi anche al di là del subcontinente indiano per gran parte dell'Asia centrale e oltre fino alla Cina.
Ma un costante declino del buddismo in India principiò durante la successiva era dell'impero Gupta e sotto l'impero Pala. I monaci cinesi itineranti che viaggiano attraverso la regione tra il V e l'VIII secolo, come Fǎxiǎn, Xuánzàng, Yìjìng, Huisheng e Sogn Yun, hanno cominciato a parlare di un declino dello Sangha buddista, soprattutto sulla scia dell'invasione da parte degli Unni bianchi. Un tal declino è poi continuato anche dopo la caduta della dinastia dei Pala avvenuta nel XII secolo e la progressiva conquista musulmana nel subcontinente indiano.
A quel tempo, il buddismo era diventato particolarmente vulnerabile a causa di governanti ostili alla sua forma di fede, poiché mancava di radici forti nella società in quanto la maggior parte dei suoi aderenti erano costituiti da gruppi comunitari ascetici strutturati in monasteri chiusi.
A parte una piccola entità ' della comunità nel Bengala orientale (oggi chiamato Bangladesh), in cui era sopravvissuto fin dai tempi antichi ed il Nepal, il buddismo si era praticamente estinto in India entro la fine del XIX secolo. In tempi recenti il buddismo ha visto una rinascita in India a causa dell'influenza di Anagarika Dharmapala, Kripasaran Mahasthavir (del movimento dei dalit buddisti), B. R. Ambedkar (primo ministro della giustizia e redattore della costituzione indiana) e Tenzin Gyatso, il 14º Dalai Lama (in esilio dal Tibet ove regnava, in terra indiana dal 1959).

## Difficoltà iniziali
Gli anni di vita del futuro Buddha storico hanno coinciso non soltanto con l'urbanizzazione, ma hanno anche veduto l'inizio degli Stati centralizzati. L'espansione della nuova fede religiosa ed il suo relativamente ampio successo dipendeva dalla crescita dell'economia del tempo, associata ad una maggiore organizzazione politica centralizzata capace di cambiamenti "imposti" dall'alto (come avvenene, in parte, per quanto riguarda l'inizio dell'impero Maurya).
Nel corso dei secoli,, durante il quale Aśoka ebbe modi di vietare i sacrifici vedici - essendo questi in contrasto con l'ideale di benevolenza buddista - il buddismo ha iniziato la sua diffusione al di fuori della sua patria originale, il regno Magadha. Solo con l'avvento al trono della famiglia Shunga (famiglia) si è avuto il graduale ripristina dei sacrifici. In questo periodo è stato anche costruito il grande stupa di Sanchi accanto alla capitale degli Shunga.
La tendenza generale di diffusione a macchia d'olio del buddismo in tutta l'India ed il sostegno statale da vari regimi regionali è, in modi più o meno palesi, continuato nel tempo. Il consolidamento dell'organizzazione monastica ha fatto del buddismo il centro della vita religiosa e intellettuale nel subcontinente indiano. Pushyamitra fu il primo sovrano della dinastia Sunga ad aver imposto la costruzione di grande Stupa (o "tope") buddisti a Sanchi negli anni attorno al 188 a.C. La successiva dinastia Kanva ebbe quattro sovrani i quali esplicitamente professavano la fede buddista.
Pushyamitra Sunga (dal 185 al 151 a.C.) è stato registrato come essere un re ostile al buddismo, che fece bruciare innumerevoli sutra, santuari buddisti ed addirittura avallando il massacro dei monaci.
Il riconosciuto storico francese di buddismo Étienne Lamotte ha osservato che:" a giudicare dai documenti, Pushyamitra deve essere assolto per mancanza di prove".

## La sopravvivenza del buddismo in India
Le istituzioni buddiste fiorirono in vaste zone dell'India orientale fino all'invasione islamica; sopravvive ancora tra l'etnia Barua (anche se praticano in contemporanea elementi di Vaishnavismo), una comunità di bengalesi discesa da Magadh che emigrarono nella regione di Chittagong. Il buddismo indiano sopravvive anche tra il popolo Newa del Nepal.
Il Lama Taranatha (1575-1634) menziona il buddismo come sopravvissuto in alcune sacche interne del territorio indiano, anche se era assai diminuito ed oramai del tutto scomparso in molte regioni.
Iscrizioni presenti a Bodh Gaya menzionano i pellegrini buddisti che vi si recano per tutto il periodo del cosiddetto declino della fede nella regione:
- 1302-1331: diversi gruppi del Sindh.
- XV-XVI secolo: pellegrinI da Multan.
- Seconda metà del XV secolo, il monaco chiamato Budhagupta[14] proveniente dall'India meridionale.
- XVI secolo, il monaco Abhaya Raj dal Nepal.
- 1773: Trung Rampa, un rappresentante del Panchen Lama dal Tibet, accolto dal Maharaja di Varanasi.
- 1877, missione birmana inviata dal re Mindon Min.

All'inizio del XX secolo, il buddismo era quasi estinto in gran parte dell'India; solo alcuni popoli tribali che vivono nel territorio della moderna India, Nepal e Bangladesh hanno continuano a praticarlo.
In Tamil Nadu e Kerala, il buddismo è sopravvissuto fino al XV-XVI secolo, come testimonia il manoscritto del Manjusrimulakalpa. A Nagapattinam, nel Tamil Nadu, icone buddiste furono distrutte e venerate fino a questo momento, e le rovine del Chudamani Vihara rimasero fino a quando furono abbattute dai gesuiti nel 1867. Nel Sud, in alcuni territori remoti dell'interno, potrebbe essere sopravvissuto anche di più.